# Octaanzuur
Octaanzuur of caprylzuur is een lineair verzadigd carbonzuur met als brutoformule C8H16O2.
Het komt in bier voor, het geeft het bier een geit-achtige smaak. Verder komt het in zweet en zeep voor.
Omdat octaanzuur een verzadigd vetzuur is, wordt het vaak gebruikt bij gaschromatografie in een referentiemengsel om te kunnen vergelijken met een onbekend mengsel.